# Grimpar vermiculé
Dendrocolaptes sanctithomae
Espèce
Statut de conservation UICN

 LC  : Préoccupation mineure
Le Grimpar vermiculé (Dendrocolaptes sanctithomae) est une espèce de passereaux de la famille des Furnariidae (Furnariidés en français).

## Description
Le Grimpar vermiculé mesure environ 25 cm. Le dessus de son plumage est brun-roux. Il a des bandes transversales noires sur la tête, la nuque et le dos. Le bout des ailes, le croupion et la queue sont de couleur bleu foncé. Le dessous est fauve, strié de bandes noires. Les couvertures sous-alaires sont ocre, striées de bandes noires. Les sexes sont semblables.

## Répartition
Le Grimpar vermiculé se rencontre du sud-est du Mexique à l'est du Guatemala, au Belize, en passant par le nord-est et le sud du Honduras, le Salvador et le nord-est et le sud du  Nicaragua, le Costa Rica jusqu'au sud-est du Panama, du nord de la Colombie à l'extrême nord du Venezuela jusqu'à l'extrême nord de l'Équateur.

## Nidification
Il niche dans des trous d'arbre.

## Sous-espèces
D'après la classification de référence (version 5.2, 2015) du Congrès ornithologique international, cette espèce est constituée des quatre sous-espèces suivantes (ordre phylogénique) :
- Dendrocolaptes sanctithomae sheffleri Binford, 1965 ;
- Dendrocolaptes sanctithomae sanctithomae (Lafresnaye, 1852) ;
- Dendrocolaptes sanctithomae hesperius Bangs, 1907 ;
- Dendrocolaptes sanctithomae punctipectus Phelps & Gilliard, 1940.